# Clohars-Carnoët
Clohars-Carnoët is een gemeente in het Franse departement Finistère, in de regio Bretagne. De plaats maakt deel uit van het arrondissement Quimper. Clohars-Carnoët telde op 1 januari 2022 4.701 inwoners.
De gemeente heeft twee kleine havens: Le Pouldu en Doëlan.
In het bos van Carnoët, op de rechteroever van de Laïta, liggen de ruïnes van de cisterciënzer Abdij van Saint-Maurice, gesticht in de 13e eeuw.

## Geografie
De gemeente grenst in het zuiden aan de oceaan terwijl de oostelijke grens wordt gevormd door de Laïta, de ría die Quimperlé met de oceaan verbindt.
De oppervlakte van Clohars-Carnoët bedroeg op 1 januari 2022 34,83 vierkante kilometer; de bevolkingsdichtheid was toen 135 inwoners per km².

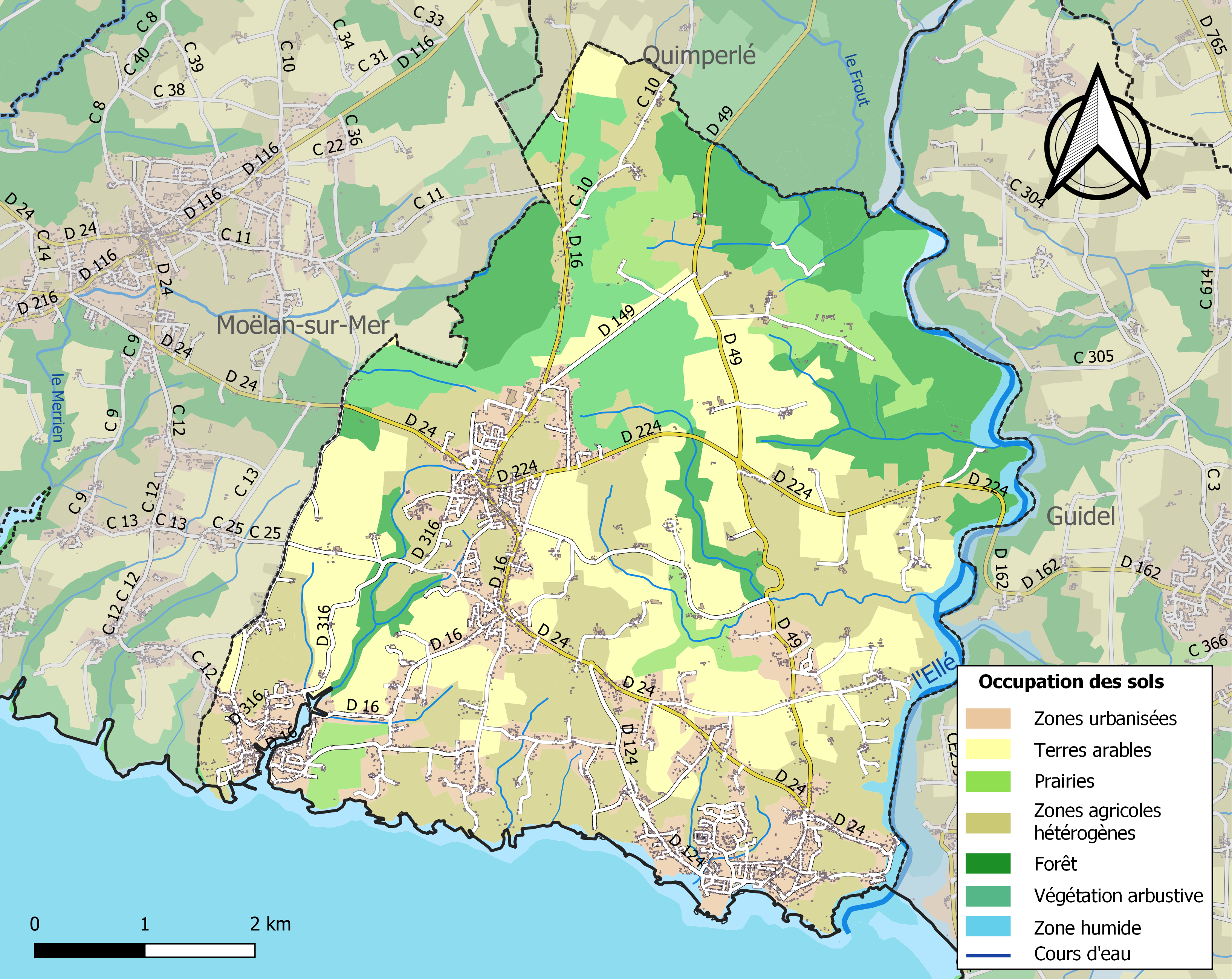
Kaart van de gemeente met belangrijkste infrastructuur, bodemgebruik en omliggende gemeenten

## Demografie
Onderstaande figuur toont het verloop van het inwonertal (bron: INSEE-tellingen).